# Tübach
Tübach (toponimo tedesco) è un comune svizzero di 1 594 abitanti del Canton San Gallo, nel distretto di Rorschach.

## Geografia fisica
Il territorio di Tübach si estende sulle colline sovrastanti la sponda sudorientale del lago di Costanza.

## Storia
Il comune politico di Tübach è stato istituito nel 1845 per scorporo da quello di Berg.

## Monumenti e luoghi d'interesse
- Chiesa parrocchiale cattolica di Maria Ausiliatrice, eretta nel 1744-1746[3];
- Cappella cattolica di Nostra Signora Ausiliatrice, eretta nel 1649[3];
- Monastero di Santa Scolastica, convento di cappuccine fondato a Rorschach nel 1616 e trasferito a Tübach nel 1905 in un edificio progettato da August Hardegger[3].

## Società

### Evoluzione demografica
L'evoluzione demografica è riportata nella seguente tabella:
Abitanti censiti

## Infrastrutture e trasporti
Tübach è attraversato dalle strade principali 7 e 452.